# Phthirusa murcae
Phthirusa murcae är en tvåhjärtbladig växtart som beskrevs av Carlos Toledo Rizzini. Phthirusa murcae ingår i släktet Phthirusa och familjen Loranthaceae. Inga underarter finns listade i Catalogue of Life.